# Eurata hermione
Eurata hermione là một loài bướm đêm thuộc phân họ Arctiinae, họ Erebidae.